# Politikfinanzierung
Die Politikfinanzierung umfasst alle Gelder, die für politische Zwecke gesammelt und ausgegeben werden. Solche Zwecke beinhalten alle politischen Vorgänge, die eine Abstimmung der Bürger zum Ziel haben, insbesondere die Wahlkämpfe für verschiedene öffentliche Ämter, die von Parteien und Kandidaten geführt werden. Darüber hinaus unterhalten alle modernen Demokratien eine Vielzahl von dauerhaften Parteiorganisationen, zum Beispiel das Democratic National Committee und das Republican National Committee in den Vereinigten Staaten oder das Conservative Central Office und die Labour-Parteizentrale („John Smith House“, „Millbank Tower“) im Vereinigten Königreich. Die jährlichen Budgets solcher Organisationen müssen ebenfalls als Kosten des politischen Wettbewerbs betrachtet werden.
In Europa wird häufig der verwandte Begriff „Parteienfinanzierung“ verwendet. Dieser bezieht sich nur auf Gelder, die gesammelt und ausgegeben werden, um den Ausgang einer Art von Parteienwettbewerb zu beeinflussen. Ob auch andere politische Zwecke, wie zum Beispiel Öffentlichkeitskampagnen von Lobbygruppen, eingeschlossen werden sollten, ist weiterhin eine ungelöste Frage. Selbst ein begrenztes Spektrum an politischen Zwecken (Wahlkampf- und Parteiaktivitäten) zeigt, dass der Begriff „Wahlkampffonds“ (der als Schlagwort in der Katalogisierung der Library of Congress verwendet wird) zu eng gefasst ist, um alle Gelder zu erfassen, die im politischen Prozess eingesetzt werden.

## Ausgaben für Politik
Politische Ausgaben können verursacht werden durch
- Personalkosten: Gehälter für Mitarbeiter in den Parteizentralen, Geschäftsstellen und bei den Fraktionen.
- Wahlkämpfe: Kosten für Wahlwerbung, Veranstaltungen, Plakate, Social-Media-Kampagnen und andere Aktivitäten zur Wähleransprache.
- Laufenden Geschäftsbetrieb: Mieten für Büros, Energiekosten, Kommunikationsmittel und die allgemeine Verwaltung.
- Allgemeine politische Arbeit:
  - Entwicklung von Programmen und politischen Entwürfen.
  - Politische Bildungsarbeit.
  - Unterstützung von parteinahen Stiftungen.
- Innerparteiliche Ausgaben:
  - Kosten für Parteitage, Mitgliedertreffen und die interne Kommunikation.
  - Kosten für parteiinterne Abstimmungen (z. B. Wettbewerb um die Nominierung von Parlamentskandidaten für Bundes- und Landtage).

Am häufigsten und in den meisten Ländern sind die Organisationen, die Geld für politische Zwecke sammeln und ausgeben, Parteien (Zentralen, Filialen und Ortsverbände).
Die Parteizentralen geben Geld für Öffentlichkeitsarbeit, Massenmedien (einschließlich Werbetafeln), die Expertise von Beratern und Büros aus. Lokale Parteiverbände (z. B. Wahlkreisverbände), die auf Freiwillige (Parteiaktivisten) angewiesen sind, übernehmen die Kosten für Telekommunikation und Post sowie Miete und Heizung für Ladenlokale, die sie als ihre Zentren politischer Aktivität nutzen.
Ein wichtiger Aspekt der politischen Arbeit sind zudem die parteinahen Stiftungen. Diese sind in Deutschland ein wichtiger Bestandteil der politischen Landschaft und erhalten ebenfalls erhebliche staatliche Mittel. Sie sind für politische Bildungsarbeit im In- und Ausland zuständig.
Es gibt gesetzliche Regelungen zu Höchstgrenzen für Wahlkampfausgaben, die die Transparenz und Fairness sicherstellen sollen. Dazu dient in Deutschland auch die Verpflichtung für alle Parteien, einen jährlichen Rechenschaftsbericht zu veröffentlichen. Dieser Bericht listet detailliert alle Einnahmen und Ausgaben der Partei auf und wird vom Bundestagspräsidenten geprüft.

## Herkunft der Geldmittel
Einnahmen für die Politik können aus verschiedenen Quellen stammen:
- Kleinspender oder Einzelpersonen: Diese zahlen kleine Beiträge oder Mitgliedsbeiträge an die Partei. Das wird als „Basis-Fundraising“ (grassroots fundraising) bezeichnet.
- Wohlhabende Einzelpersonen: Diese sind oft eine wichtige Finanzierungsquelle für Parteien.
- Organisationen: Dazu gehören Unternehmen, Interessengruppen, Berufsverbände und Gewerkschaften.
- Mandatsträgerbeiträge: Dies sind Abgaben von gewählten Amtsträgern (wie Abgeordnete) zusätzlich zu ihren geleisteten Mitgliedsbeiträgen, die oft als „Parteisteuer“ bezeichnet werden.
- Staatliche Subventionen: Viele Staaten unterstützen Parteien finanziell, um den Wettbewerb zu sichern.
- Illegale (da i. d. R. undemokratische) Aktivitäten:
  - Korruption.
  - Der Kauf von Zugang zu Politikern oder Ämtern.
  - Erpressung von reichen Personen.
  - Illegaler Lobbyismus.

Eine wichtige Einnahmequelle sind Mitgliedsbeiträge und Parteispenden. Diese stellen für viele Parteien, insbesondere auf lokaler Ebene, eine essenzielle Finanzierungsgrundlage dar.
In Deutschland sind Ortsverbände auch auf die Arbeit von ehrenamtlichen Mitgliedern angewiesen sind, die ihre Büros nutzen, um Veranstaltungen zu organisieren, Flyer zu verteilen und den Kontakt zu den Bürgern zu pflegen.
In Deutschland ist die Parteienfinanzierung jedoch ein zentraler Punkt, der nicht nur aus Spenden, sondern vor allem auch aus der staatlichen Parteienfinanzierung besteht. Diese richtet sich nach dem Wahlergebnis. Je mehr Stimmen eine Partei bei Wahlen erhält, desto mehr Geld bekommt sie vom Staat.
G. M. Gidlund hat die Finanzierungsoptionen in drei Kategorien unterteilt: Mitgliederfinanzierung, plutokratische Finanzierung und öffentliche Finanzierung. Da die Bedeutung von Parteimitgliedern und ihren Beiträgen je nach Demokratie variiert, sind die Begriffe Mitgliederfinanzierung (Basis-Fundraising), plutokratische Finanzierung und öffentliche Finanzierung oft ein passenderer Rahmen.

### Mitgliederfinanzierung (Basis-Fundraising)
Viele sind der Ansicht, dass die Volksherrschaft (im Volksmund Demokratie) als normatives Konzept verlangt, dass das Volk die Kosten seiner Demokratie trägt. Dies kann jedoch nur auf freiwilliger Basis geschehen, da alle Formen der politischen Beteiligung in einer Demokratie grundsätzlich freiwillig sind.
Zur Wahlzeit verzichten viele Menschen auf die Stimmabgabe. Ebenso verzichtet die Mehrheit der Bürger auch zu allen anderen Zeiten darauf, an die politischen Kassen zu spenden. Dennoch sind viele der Meinung, dass eine breite Spendensammlung von Kleinspendern die ideale Form der Finanzierung ist. Politische Spendensammler sollten versuchen, „die latente Spendenkraft in der allgemeinen Bevölkerung zu nutzen“ und alle zumutbaren Anstrengungen unternehmen, „bedeutende Summen … in kleinen Beträgen zu sammeln“. Dies gilt insbesondere für alle Demokratien, in denen die Mehrheit der Bürger einen hohen Lebensstandard hat.

#### Finanzierung in der Praxis
Eine breite Finanzierung der Politik durch die Bevölkerung kann eine wichtige Einnahmequelle sein (wie in den USA und Kanada, den Niederlanden und der Schweiz). Sie ist jedoch keine konstante und verlässliche Quelle. Die Zahl der eingeschriebenen Parteimitglieder, die regelmäßig ihre Beiträge zahlen, schwankt im Laufe der Zeit, wo immer demokratische Parteien sich um ihre Rekrutierung bemühen.
Heute sammeln selbst die traditionellen Massenparteien der demokratischen Linken (Sozialdemokraten oder Arbeiterparteien) weniger als ein Viertel ihrer Gelder von der Basis. Die Sammlung kleiner Spenden hängt stark von der aktuellen Stimmung der Menschen gegenüber Politik, politischen Maßnahmen und Politikern ab.
Für das sogenannte „Basis-Fundraising“ gibt es eine Vielzahl von Möglichkeiten:
- landesweite Lotterien
- Direktwerbung per Post
- Ansprache im Freundes- und Bekanntenkreis oder in der Nachbarschaft
- Internet-Spendenaufrufe
- soziale Veranstaltungen auf lokaler Ebene
- sogar Flohmärkte

Persönliche Ansprache (von Tür zu Tür oder in Peer-Groups) war in den 1950er-Jahren recht häufig. Seit den 1960er-Jahren wurde sie durch Telethons (Spendenmarathons) und computergesteuerte Massenmailings abgelöst. In den letzten Jahren hat das Internet-Fundraising eine wichtige Rolle gespielt.

### Plutokratische Finanzierung
Früher lieferten die adligen Grundbesitzer und erfolgreichen Unternehmer der herrschenden Klassen die notwendigen Geldmittel für die demokratische Politik. Später stellten auch Interessengruppen und andere Geldgeber finanzielle Mittel zur Verfügung.
Obwohl Gewerkschaften, die Mitte-Links-Parteien finanzierten, ebenfalls zu den Geldgebern gehörten, stammten die Mittel für Wahlkämpfe von einer relativ kleinen Anzahl großer Spender.

#### Illegale Finanzierung
In einigen Fällen haben Regierungsparteien ihre Macht durch Korruption missbraucht.
- Einige forderten Schmiergelder für die Vergabe einer Lizenz oder für einen Gefallen.
- Andere verlangten Ristournes (in Quebec) oder Tangenti (in Italien) bei der öffentlichen Auftragsvergabe.

Manchmal wurde von Amtsträgern, einschließlich Abgeordneten und Stadträten, erwartet, dass sie eine „Abgabe“ von ihren Gehältern für politische Zwecke entrichten.

### Öffentliche Subventionen
Nach dem Zweiten Weltkrieg fanden Politiker wie Luis Muñoz Marín in Puerto Rico, Gerhard Stoltenberg in Deutschland, Jean Lesage in Quebec und Tage Erlander in Schweden einen Weg, die „Kosten der Demokratie“ direkt den Steuerzahlern aufzuerlegen.

#### Staatliche Parteienfinanzierung
Die meisten modernen Demokratien unterstützen die Parteiaktivitäten, typischerweise durch Barzuschüsse und/oder freien Zugang zu öffentlichen oder privaten Medien.  Indien und die Schweiz sind die bemerkenswertesten Ausnahmen.
- Höhe der Subventionen: Die öffentlichen Subventionen können relativ gering sein (wie im Vereinigten Königreich und den USA) oder recht großzügig (wie in Schweden, Deutschland, Israel und Japan). Sie existieren normalerweise parallel zur privaten Spendenbeschaffung.
- Empfänger der Gelder: In der Regel erhalten Parteiorganisationen, parlamentarische Fraktionen und Kandidaten diese staatliche Unterstützung (als Bar- oder Sacheinlage).[12]

Obwohl staatliche Subventionen in westlichen Demokratien heute weit verbreitet sind, bleiben sie umstritten. Die Gleichstellung von Spenden (matching funds) und Steuervergünstigungen sind besser mit der partizipatorischen Demokratie vereinbar als pauschale Zuschüsse, da sie eine eigene Anstrengung der Parteien beim Spendensammeln erfordern.

#### Vergleiche und Transparenz
Steuerzahler in Kontinentaleuropa und in nicht-westlichen Demokratien (wie Israel und Japan) steuern höhere Beträge zur Parteiarbeit bei als in angelsächsischen Ländern. Viele Parteizentralen in Ländern mit hohen Subventionen decken zwischen 40 und 60 Prozent ihres Jahresbudgets durch staatliche Zuschüsse.
Diese starke Beteiligung der Steuerzahler erfordert ein Höchstmaß an Transparenz bei der Offenlegung der politischen Finanzen.

## Gesetzliche Regulierung
Viele Länder haben den Fluss politischer Gelder reguliert. Eine solche Regulierung, das sogenannte Regime der politischen Finanzierung, kann Folgendes umfassen:
- Verbote und Beschränkungen bestimmter Einnahme- und Ausgabenarten
- Umfang und Verteilung von sowie Zugang zu direkten und indirekten öffentlichen Subventionen
- Transparenz politischer Gelder durch Offenlegung und Berichterstattung
- Durchsetzung von Regeln und Sanktionen bei Verstößen

Die Finanzierung von Wahlkämpfen ist seit der Ära der Parteireformen in den späten 1960er und frühen 1970er Jahren sehr umstritten geworden. Argumente für die Beschränkung der Höhe oder das Verbot bestimmter Quellen für Wahlkampfspenden werden gewöhnlich im Hinblick auf das öffentliche Interesse an sauberer Politik formuliert. Jedoch dienen die Auswirkungen solcher Beschränkungen oder Verbote fast ausnahmslos dazu, amtierende Amtsinhaber vor ernsthaften Herausforderungen durch Aspiranten zu schützen, denen es an Bekanntheit oder offiziellem Status mangelt.
In den USA beispielsweise beklagen Demokraten in der Regel die finanziellen Vorteile der sogenannten „fat cats“, während Republikaner sich vor den Kriegskassen öffentlicher und privater Gewerkschaften, insbesondere der ersteren, in Acht nehmen. Der Hatch Act von 1940 wurde verabschiedet, um politische Aktivitäten von Bundesbediensteten zu verbieten. Seit 1961 hat der Aufstieg der Gewerkschaften im öffentlichen Sektor jedoch eine enge finanzielle Bindung zwischen Regierungsangestellten und ihren Hauptgönnern, in der Regel den Demokraten, gefestigt.

#### Ausgabenbeschränkungen und Transparenz
Verbote von politischen Ausgaben betreffen entweder Wahlkampfausgaben von Nicht-Kandidaten („unabhängige Ausgaben“, „Werbung Dritter“) oder von politischen Wettbewerbern bezahlte Sendezeit in den Medien. Beide Arten von Verboten müssen ein angemessenes Gleichgewicht zwischen zwei verfassungsrechtlichen Prinzipien finden: der Chancengleichheit und der Meinungsfreiheit.
- Großbritannien hat seit 1883 eine Ausgabenobergrenze für Wahlkreiskandidaten.
- Kanada war 1974 die erste Demokratie, die Wahlkampfobergrenzen für nationale Parteiorganisationen einführte, und 2004 auch Ausgabenobergrenzen für Nominierungswettbewerbe von Wahlkreiskandidaten.
- In den USA hat der Oberste Gerichtshof im Fall Buckley v. Valeo (1976) Ausgabenobergrenzen gekippt, weil sie die Meinungsfreiheit des Ersten Verfassungszusatzes beeinträchtigen.

Um wirksam zu sein, erfordern alle Grenzen eine sorgfältige Überwachung und eine ernsthafte Durchsetzung, die durch angemessene Sanktionen untermauert wird.

#### Finanzierungsregeln und Spendenlimits
- Anreize zur Stimulierung spezifischer Spendenaktivitäten (wie Steuervergünstigungen oder Matching Grants) sind noch selten.[15]
- Häufiger sind Spendenobergrenzen oder komplette Verbote.
- Viele Länder verbieten anonyme Spenden oder Beiträge aus dem Ausland.
- In einigen Demokratien sind Unternehmensspenden für politische Zwecke illegal.

Häufig enthalten politische Finanzierungsregime Spendenobergrenzen. Die maximal zulässige Spende kann sich nach der Art des Spenders (Einzelpersonen, juristische Personen), dem Empfänger (Kandidat oder Partei) oder dem zu finanzierenden Zweck unterscheiden. In einigen Ländern, wie zum Beispiel Deutschland, gibt es keine gesetzliche Obergrenze für die Höhe der Spenden, die eine Person oder ein Unternehmen an eine Partei oder einen Kandidaten leisten darf.

#### Transparenz und Berichterstattung
Wenn Regeln zur Transparenz politischer Gelder die Offenlegung der Identität von Spendern vorschreiben, kann das Recht der Öffentlichkeit, die Geldgeber zu kennen, mit dem Schutz der Privatsphäre politischer Präferenzen (dem Prinzip des Wahlgeheimnisses) kollidieren. Die praktische Lösung besteht darin, Kategorien von Spendern zu unterscheiden und/oder Grenzwerte festzulegen, ab denen die Privatsphäre endet, z. B. 100 US-Dollar oder 10.000 Euro. Dies dient dazu, Spenden als Mittel der Beteiligung von Spenden als Mittel zum Kauf von Zugang oder Einflussnahme zu trennen. Jede Offenlegungsregelung muss eine verantwortliche Person oder Institution benennen, die für den transparenten Geldfluss zu und von den Parteikassen verantwortlich ist, sowie die Art der Informationen, die rechtzeitig und zugänglich offengelegt werden müssen.
Die Berichterstattung über politische Gelder, die jährlich und/oder nach Wahlen eingereicht werden muss, umfasst normalerweise verschiedene Einnahmequellen und spezifizierte Ausgabenposten, z. B. Personal und Büros, Werbung in Printmedien, Radio und Fernsehen, Wahlkampfmaterial, Direktwerbung und Meinungsumfragen. Eine wirksame Berichterstattung durch Parteien und Kandidaten hängt von der Definition nützlicher Kategorien für die gesammelten und ausgegebenen Gelder, der Aufnahme von Daten für alle ausgebenden Einheiten sowie dem Verfahren zur Prüfung und Veröffentlichung der Finanzberichte ab. Derzeit sorgt keine Demokratie für eine vollständige Transparenz aller politischen Gelder.
Alle Regime der politischen Finanzierung benötigen Behörden und Agenturen, die für die Überwachung, Kontrolle und Durchsetzung zuständig sind. Die Gesetzgebung muss ein Gleichgewicht zwischen der praktischen Unabhängigkeit der zuständigen Behörde, der effektiven Durchsetzung der Regeln für die Finanzierung des politischen Wettbewerbs und der angemessenen Umsetzung der gesetzlichen Bestimmungen herstellen. Weltweite Forschungen zeigen, dass hochkomplexe Regeln, eine Überregulierung einiger Themen und eine lasche Umsetzung solcher Regeln nicht zu den besten Praktiken führen.

## Wissenschaftliche Rezeption
Die Erforschung der Parteienfinanzierung wurde von James K. Pollock  und Louise Overacker wegweisend betrieben. Alexander Heard leistete eine bahnbrechende Analyse für die USA.
Arnold J. Heidenheimer begann mit internationalen Vergleichen und führte den Begriff „political finance“ (Politische Finanzierung) ein, um Wahlkampf- und Parteienfinanzierung zu umfassen. So überbrückte er die Wahrnehmungslücke zwischen Nordamerika und Westeuropa.
Herbert E. Alexander untersuchte jahrzehntelang die Situation in den USA und gab einige vergleichende Bände heraus. Arthur B. Gunlicks schloss diesen Zyklus vergleichender Studien ab. Daniel Lowenstein verfasste Veröffentlichungen zu rechtlichen Aspekten der Wahlkampffinanzierung.
Die wichtigsten frühen Studien zu Ländern außerhalb der USA wurden von Khayyam Z. Paltiel (Kanada) und Michael Pinto-Duschinsky (Großbritannien) verfasst. Zwischen 1963 und 2001 verfassten Colin Hughes und Ernest Chaples die ersten Artikel, die sich mit der Wahlkampffinanzierung in Australien befassten.
Neuere Beiträge zur Literatur umfassen die Monografie von Marcin Walecki über Polen, das Buch von Daniel Smilov und Jurij Toplak über Osteuropa sowie die vergleichende Analyse von Kevin Casas Zamora zur öffentlichen Finanzierung mit zwei Fallstudien aus Lateinamerika.
In jüngster Zeit ist die Finanzierung aus dem Ausland und durch Regierungen zu einem Hauptanliegen von Regierungen und Wissenschaftlern geworden.

### Bücher
- Heidenheimer, Arnold J. (ed.), Comparative political finance: the financing of party organizations and election campaigns. Lexington, MA: D.C. Heath, 1970. no ISBN
- Smilov, Daniel and Jurij Toplak (eds.), Political Finance and Corruption in Eastern Europe: The Transition Period. Aldershot: Ashgate, 2007. ISBN 0-7546-7046-5
- del Castillo, Pilar, La Financiación de Partidos y Candidatos en las Democracias Occidentales, Madrid: Siglo Veintiuno de Espana Editopres, 1985. ISBN 84-7476-089-5
- Alexander, Herbert E. (ed.), Comparative political finance in the 1980s. Cambridge, UK: Cambridge University Press: 1989 ISBN 0-521-36464-7
- Gunlicks, Arthur B., Campaign and party finance in North America and Western Europe. Boulder, CO: Westview Press, 1993 ISBN 0-8133-8290-4
- Alexander, Herbert E., and Shiratori, Rei (eds.), Comparative political finance among the democracies. Boulder, CO: Westview Press, 1994 ISBN 0-8133-8852-X
- Melchionda, Enrico, Il finanziamento della politica, Roma: Editori Riuniti, 1997 ISBN 88-359-4452-X
- Casas-Zamora, Kevin, Paying for democracy: political finance and state funding for parties. Colchester, UK: ECPR Press: 2005 ISBN 0-9547966-3-2
- Nassmacher, Karl-Heinz, The funding of party competition: Political finance in 25 democracies. Baden-Baden: Nomos Verlag, 2009 ISBN 978-3-8329-4271-7
- Falguera, Elin, Jones, Samuel, Öhman, Magnus, (eds.) „Funding of political parties and election campaigns: a handbook on political finance“. Stockholm: International IDEA, 2014 ISBN 978-91-87729-24-9

### Artikel
- Heard, Alexander, „Political financing“. In: Sills, David I. (ed.), International Encyclopedia of the Social Sciences, vol. 12. New York: Free Press – Macmillan, 1968, pp. 235–241.
- Nassmacher, Karl-Heinz, „Campaign finance“ (vol. 1, pp. 179–181) and „Party finance“ (vol. 4, pp. 1187–1189). In: Kurian, George T. et al. (eds.,) The encyclopedia of political science. Washington, DC: CQ Press, 2011
- Paltiel, Khayyam Z., „Campaign finance – contrasting practices and reforms“ (pp. 138–172) and „Political finance“ (pp. 454–456). In: Butler, David et al. (eds.), Democracy at the polls – a comparative study of competitive national elections. Washington, DC: American Enterprise Institute, 1987.
- Pinto-Duschinsky, Michael, „Party Finance“. In: Badie, Bertrand et al. (eds.), International Encyclopedia of Political Science. London: Sage, 2011.
- van Biezen, Ingrid, „Campaign and Party Finance“. In: LeDuc, Lawrence et al. (eds.), Comparing Democracies – Elections and Voting in the 21st Century. London: Sage, 2010, pp. 65–97.